# 椿本チエイン
株式会社椿本チエイン（つばきもとチエイン、英称:Tsubakimoto Chain Co.）は、大阪府大阪市北区中之島に本社を置く日本の企業である。

## 概要
チェーン、モーションコントロール、モビリティ、マテハンの4事業を手掛ける1917年創業の老舗企業。社名に「チエイン」があることから、チェーンメーカーと想像されるが、部品からシステムまで幅広く事業展開している。社名は創業者椿本説三の名字を反映したもの。
産業用チェーンでは世界シェア1位を誇り、動力伝動用、搬送用など多種多様に幅広い用途で使われるチェーンを製造。「動力ある所“つばき”（業界における同社の通称）あり」と言われている。
モーションコントロールの分野では、産業機械の複雑な動きをコントロールする、減速機、直線作動機、カムクラッチ、制御機器などを製造販売している。
自動車エンジン用タイミングチェーンシステムでも世界シェア1位で、トヨタ自動車・日産自動車・スズキなど国内メーカーは勿論、北米や欧州、アジアなど世界中の自動車メーカーに部品を供給。国産車の約70％に椿本製のタイミングチェーンシステムが搭載されている。最近では、電気自動車や次世代エコカー向けの部品も開発・販売している。
マテハン事業では、物流業界向けの自動仕分けシステムや自動車工場向け搬送システムなどの自動化システムを製造。コロナ禍、ライフサイエンス分野の技術を活用して、PCR検査自動化装置を開発した。
京都府京田辺市および長岡京市、埼玉県飯能市、兵庫県加西市、岡山県津山市に工場がある。
グループ全体で、世界26の国と地域に、79カ所に及ぶ製造販売拠点を持っている。

## 沿革
※ 会社沿革｜つばきのあゆみ｜企業情報｜つばきグループ（外部サイト）
- 1917年（大正6年）12月 - 椿本説三の個人経営により、大阪市大淀区（現・北区）で創業。自転車用チェーンを製造。
- 1923年（大正12年） - 外国製のカタログをヒントに、機械用チェーンの製造開始
- 1928年 (昭和3年）8月 - 自転車用チェーンの製造をやめ、機械用チェーンの製造に専念。
- 1931年（昭和6年） - アジア各地で代理店販売を開始。海軍購買名簿に登録され、海軍指定工場となる。
- 1938年（昭和13年） - 大阪市内に鶴見工場を建設・移転。
- 1941年（昭和16年）1月 - 「株式会社椿本チヱィン製作所」として会社設立。
- 1949年（昭和24年）
  - 5月 - 東京証券取引所及び大阪証券取引所に上場。
  - 船舶用ローラチェーン、ロイド検定に合格。
- 1950年（昭和25年） - ローラーチェーンを初めてアメリカに輸出。
- 1953年（昭和28年）9月 - ローラーチェーンのJIS認定工場1号となる。
- 1957年（昭和32年） - 自動車用タイミングチェーンの生産を開始。
- 1958年（昭和33年） - 大形チェーン減速機を開発。
- 1962年（昭和37年） - 埼玉県飯能市に埼玉工場竣工。
- 1965年（昭和40年）10月 - ボルグ・ワーナー社(米国)と合弁会社椿本モールス(株)を設立。
- 1966年（昭和41年） - 埼玉工場内に、自動車部品工場竣工。
- 1970年（昭和45年）
  - 1月 - 「株式会社椿本チヱィン製作所」から現社名に変更。
  - 初の海外拠点として、台湾に合弁会社を設立。
- 1971年（昭和46年）
  - 2月 - アメリカにTsubakimoto USA, Inc.(現・ U.S.Tsubaki Holdings,Inc.)社設立。
  - 京都府長岡京市に京都工場（現長岡京工場）竣工。
- 1972年（昭和47年） - オランダに椿本ヨーロッパを設立。その後、カナダ、アジア地域に販売会社を設立。
- 1977年（昭和52年） - 京都工場内に新開発センター（後のＲ＆Ｄセンター）完成。
- 1981年（昭和56年） - 粉粒体コンベヤ部門を分社化、「椿本バルクシステム」を設立。
- 1982年（昭和57年）8月 - 兵庫県加西市に兵庫工場竣工。
- 1983年（昭和58年） - 米国にマテリアルハンドリング事業初の海外拠点を設立。
- 1986年（昭和61年）9月 - 米・ユニオンチェーンを買収。北米での現地生産を開始。
- 1987年（昭和62年） - CI導入。新シンボルマーク、目標企業像を策定。
- 1989年（平成元年） - 米・USTでタイミングチェーンの現地生産とGMへの納入開始。
- 1990年（平成2年）4月 - 本社工場近隣で開催の国際花と緑の博覧会にゴールデンベル・パビリオンを出展。
- 1992年（平成4年）
  - 本社ローラチェーン工場がISO 9000シリーズの認証取得。1996年までに国内外のグループ製造会社が同認証取得。
  - 岡山県津山市に椿本エマソン・岡山工場竣工（現、椿本チエイン岡山工場）。
- 1997年（平成9年） - 中国に機械用チェーン製造の合弁会社を設立。（2001年撤退）
- 1998年（平成10年） - 若手技術者育成と技術伝承をねらいに「つばきテクノスクール」を開校。
- 2000年（平成12年） - 「つばきグループ環境基本方針」を制定。
- 2001年（平成13年）
  - 6月 - 京都府京田辺市に京田辺工場竣工。本社チェーン工場(大阪市鶴見区)を全面移転。
  - 埼玉工場がISO 14000認証を取得。2004年までに国内全グループ会社が認証取得。
- 2002年（平成14年）
  - 4月 - 椿本チエイン精機事業ユニットと椿本エマソンを合併し、ツバキエマソンを設立。精機事業を移管。
  - タイに自動車部品の製造子会社を設立。
  - 「倫理綱領」を制定。
- 2004年（平成16年）
  - 8月 - 中国上海に「椿本鏈条貿易（上海）有限公司」を設立。
  - 12月 - 国内全事業所がISO 14001認証を取得。
  - 迅速な業務執行を目的に「執行役員制度」を導入。
- 2006年（平成18年）
  - 4月 - 山久チヱイン株式会社（現・ツバキ山久チエイン株式会社）を連結子会社化。
  - 創業90周年、国内外のロゴを統一、ブランドメッセージ（外部サイト） を制定。
- 2008年（平成20年）6月 - チェーン噛合い式直線作動機構を開発。「ジップチェーンリフタ」を販売開始。
- 2009年（平成21年） - 韓国に製造子会社を設立。
- 2010年（平成22年）2月 - ケーブルベヤを製造・販売する独・カーベルシュレップを買収、連結子会社化。
- 2012年（平成24年）
  - 1月 - 中国天津に産業用チェーンの製造会社「椿本鏈条（天津）有限公司」を設立。
  - 9月 - 米・メイフラン・ホールディングスグループの事業を取得、連結子会社化。
  - メキシコに製造子会社を設立。
  - 「第1回つばき技能オリンピック」を開催。
- 2013年（平成25年）10月 - ツバキエマソンを100％子会社化、ツバキE&Mに社名変更。
- 2014年（平成26年）
  - 2020年度をターゲットとする「長期ビジョン2020」を策定。
  - アグリビジネスに参入。その後、モニタリングビジネス、V2X対応充放電装置など新ビジネスに挑戦。
- 2016年（平成28年） - チェコに自動車部品の製造子会社を設立。自動車部品事業が、世界8カ国12工場体制となる。
- 2017年（平成29年）
  - 4月 - 創業100周年。、新企業理念「TSUBAKI SPIRIT」制定など、グループ力強化を図る
  - 2013年に100％子会社したツバキE&Mを椿本チエインが吸収合併し、モーションコントロール事業部とする。
- 2018年（平成30年) 6月 - マテハンシステムを製造・販売する「Central Conveyor Company, LLC」（アメリカ）を買収、連結子会社化。
- 2020年（令和2年）
  - 事業範囲拡大に伴い、「自動車部品事業」を「モビリティ事業」に改称。
  - 「サステナビリティ基本方針」を制定し、活動を強化。
  - シニア層の活躍推進をねらいに、「65歳定年制」を導入。
- 2021年（令和3年）
  - 4月 - 精機事業をモーションコントロール事業に改称。
  - 「長期ビジョン2030」を策定。「社会課題解決への貢献」を目指し、新商品開発、新事業開発を加速。
- 2022年（令和4年）
  - 国内外従業員を対象に、新事業提案制度「T-Startup」をスタート。
  - 北米のフレキシブルカップリングの製造・販売会社を完全子会社化。
- 2023年（令和5年）
  - 「新事業開発センター」「ＤX・ＩTセンター」を新設。
  - 電動アシスト3輪自転車「多目的e-Cargo」を開発。（外部サイト）
  - 次世代モデルの人工光型植物工場「福井美浜工場」の建設開始。（2025年竣工予定）

## 事業拠点

### 国内拠点
- 本社（大阪府大阪市北区中之島3-3-3（中之島三井ビルディング 6F））
- 京田辺工場（京都府京田辺市甘南備台1丁目1-3）
- 長岡京工場（京都府長岡京市神足暮角1-1）
- 埼玉工場（埼玉県飯能市新光20）
- 兵庫工場（兵庫県加西市朝妻町1140（加西工業団地））
- 岡山工場（岡山県津山市新野東1515）

### 海外拠点
米国 - 16社、欧州 - 19社、アジア・オセアニア - 44社。
アジア・オセアニア、欧州、北米、南米の各地域の主要国に、世界26の国と地域に、79 カ所に製造販売拠点。

## 支社・営業所

### 支社

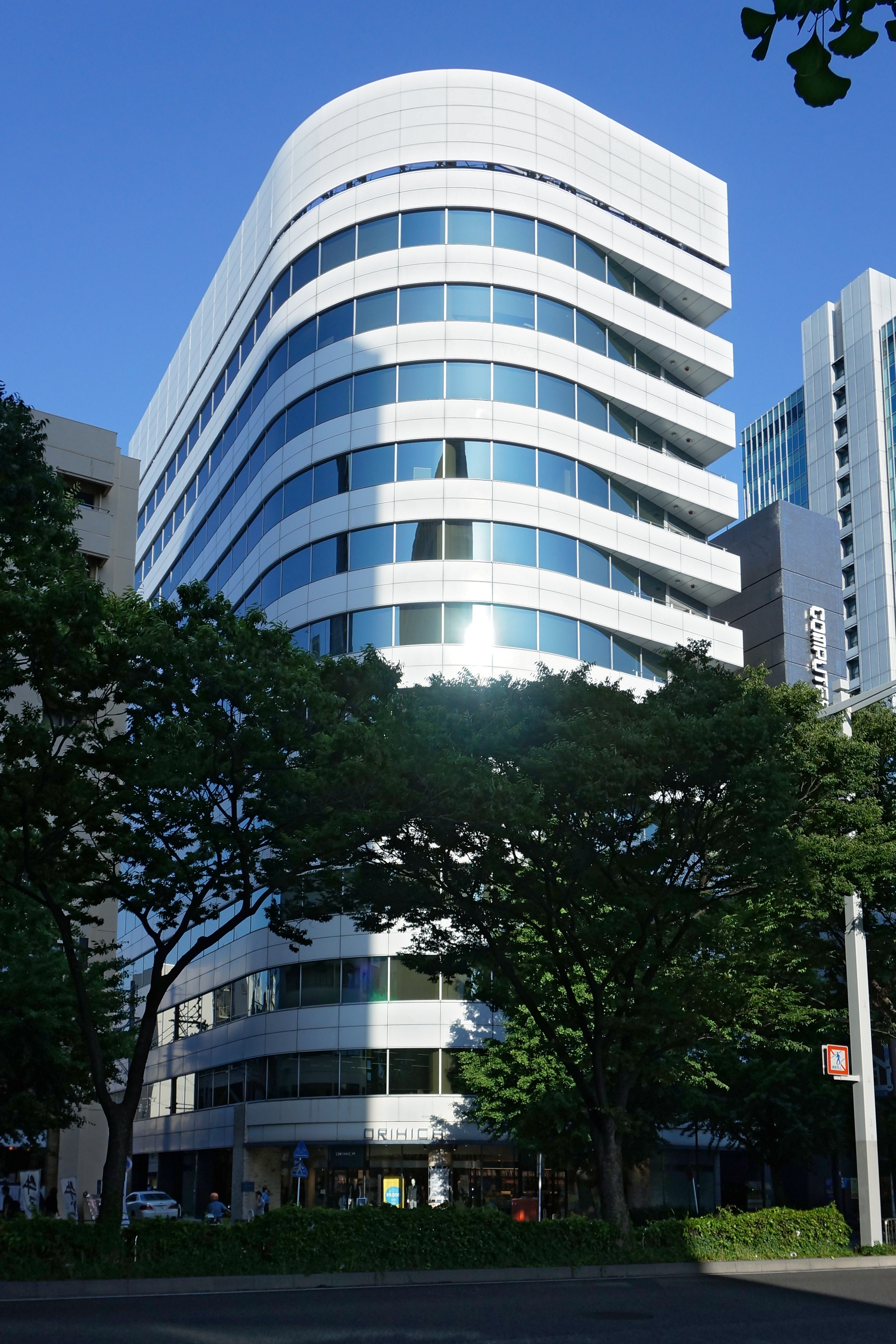
名古屋支社

- 東京支社（東京都港区港南2-16-2（太陽生命品川ビル 17F））
- 名古屋支社（愛知県名古屋市中村区名駅南1-21-19（名駅サウスサイドスクエア 5F））
- 大阪支社（大阪府大阪市北区中之島3-3-3（中之島三井ビルディング 6F））

### 営業所・出張所
- 大宮営業所（埼玉県さいたま市大宮区大門町3-42-5）
- 豊田営業所（愛知県豊田市若林東町新屋敷20-8）
- 大阪北営業所（大阪府吹田市江坂町1-23-101（大同生命江坂ビル））
- 広島営業所（広島県広島市東区光町1-12-20（もみじ広島光町ビル 7F））
- 九州営業所（福岡県福岡市博多区博多駅東3-12-24（博多駅東QRビル 5F））

### サービスセンター
（マテハン事業部の納入設備の保守拠点であり、他の事業部門の製品は取り扱わない。）
- 北海道サービスセンター（北海道札幌市中央区北1条西2丁目9（オーク札幌ビルディング）株式会社椿本マシナリー事務所内）
- 東北サービスセンター（宮城県仙台市青葉区川平4-32-37）
- 埼玉サービスセンター（埼玉県飯能市新光20）
- 東京サービスセンター（東京都港区台場2-3-1（トレードピアお台場9F））
- 横浜サービスセンター（神奈川県横浜市緑区鴨居町2461-1）
- 中部サービスセンター（愛知県豊田市若林東町新屋敷20-8）
- 兵庫サービスセンター（兵庫県加西市朝妻町1140（加西工業団地））
- 九州サービスセンター（福岡県糟屋郡志免町田富4-11-5）

## グループ会社
- 株式会社椿本カスタムチエン
- 株式会社椿本スプロケット
- 株式会社椿本鋳工
- 株式会社椿本バルクシステム
- 株式会社椿本マシナリー
- 椿本メイフラン株式会社
- 株式会社ツバキサポートセンター
- ツバキ山久チエイン株式会社
- 新興製機株式会社

### 姉妹会社
- 椿本興業株式会社
- 株式会社ツバキ・ナカシマ

## テレビ番組
- 日経スペシャル カンブリア宮殿 万物を動かすチェーンを極めて100年！ 世界NO.1の強さを生む挑戦＆突破力！（2016年3月31日、テレビ東京）[2]